# Polnische Blumen

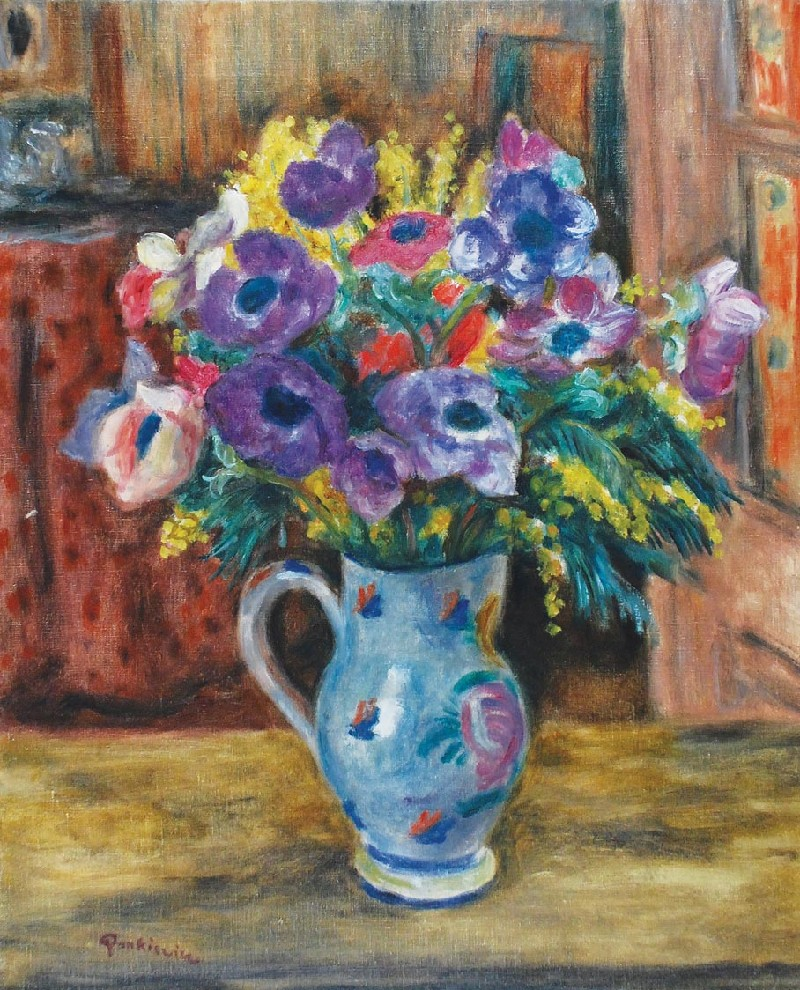
Polnische Blumen

Polnische Blumen (poln. Kwiaty Polskie) ist ein Epos von Julian Tuwim, entstanden im Zeitraum von 1940 bis 1953, zuerst im Kriegsexil in Brasilien und in den Vereinigten Staaten, dann seit 1946 in Warschau. Es gilt als das Meisterwerk des Dichters und seine rücksichtslose Abrechnung mit der polnischen Vergangenheit. Das Werk blieb wegen des frühzeitigen Todes des Dichters unvollendet.
Die ersten Fragmente erschienen seit 1941 in der polnischen Londoner Zeitschrift „Wiadomości Polskie, Polityczne i Literackie“, seit 1942 in der ebenfalls Londoner Monatsschrift „Nowa Polska“. In Polen erschien das Epos zuerst 1949 in einer von der Zensur stark beschnittenen Gestalt. Die erste fast unzensierte Vollausgabe erschien nach dem Tode des Dichters 1955 in der staatlichen Verlagsanstalt „Czytelnik“. Das Werk bestand aus etwa 8000 Zeilen. Die Erstausgabe enthält im Anhang 18 Seiten Textvarianten sowie die von Tuwim selbst zurückgezogenen Fragmente. Bisher sind „Polnische Blumen“ in einer Gesamtauflage von etwa 600.000 Exemplaren erschienen.
Das Werk wurde zuerst von der kommunistisch beeinflussten Literaturkritik heftig angegriffen, erst nach dem Polnischen Oktober erschienen sachliche, wohlwollende Beurteilungen. 
Das Epos ist nach dem Prinzip eines Traumes entstanden – die verschiedensten Geschichten aus vier Jahrzehnten sind zum Ganzen mit unmerklichen Übergängen verflochten. Im Epos kommen wechselweise lyrische und epische Fragmente vor. Die Aktion spielt hauptsächlich in Tuwims Heimatstadt Łódź, beginnt um 1905, in den Zeiten, als die Stadt dem zaristischen Russland gehörte. Manche Fragmente sind in der Lodzer Gaunersprache verfasst.
Der Gärtner Ignacy Dziewierski bindet geduldig einen hohen Blumenstrauß aus bunten polnischen Blumen zusammen. Seine Tochter Zofia heiratet einen russischen Offizier Ilganow, der später während des Lodzer Arbeiteraufstandes eine Rotte der Jekaterinburger Soldaten kommandiert, die beim Straßenkampf einige Aufständische tötet, und dabei selbst von einem der Arbeiter, Jan Mergiel, getötet wird. Auch Mergiel stirbt im Gemetzel. Die verwitwete Dziewierskis Tochter Zofia stirbt drei Monate später während der Geburt ihrer Tochter Aniela. Der Gärtner zieht seine verwaiste Enkelin auf. Während des Ersten Weltkriegs kämpft Dziewierski in den Reihen der polnischen Legionen gegen die Russen, um sich für sein Unglück zu rächen. Er versucht, seine Enkelin zur polnischen Patriotin zu erziehen, Aniela idealisiert aber unter dem Einfluss des in sie verliebten alten Apothekers ihren gefallenen Vater. Sie heiratet den reichen Geschäftsmann Fryderyk Alfred Folblut, wird schwanger und später von Kazimierz Mergiel, Sohn eines der 1905 gefallenen Arbeiter, ermordet.
Unerwartet erscheinen inmitten der epischen Dziewierski-Familiengeschichte persönliche Aussagen Tuwims über sein Heimweh, seine Besorgnis um die im von den Nazis besetzten Polen gebliebene Mutter, Aufrufe zur Rache für die Nazi-Kriegsverbrechen, Visionen der glücklichen Zukunft nach dem Kriege.
Ein Fragment aus den „Polnischen Blumen“, betitelt „Grande Valse Brillante“, wurde um 1964 von dem Komponisten Zygmunt Konieczny vertont und in der Krakauer Piwnica pod Baranami (Keller zu den Widdern) von Ewa Demarczyk gesungen.
Der Komponist Mieczysław Weinberg schuf 1964 seine 8. Sinfonie für Tenor, Sopran, Alt, Chor und Orchester „Polnische Blumen“ op. 83.
Oft wird ein Fragment vom Tuwims Gebet um Wahrheit zitiert:
| Lecz nade wszystko – słowom naszym Zmienionym chytrze przez krętaczy, Jedyność przywróć i prawdziwość, Niech prawo zawsze prawo znaczy, A sprawiedliwość – sprawiedliwość. | Und vor allem – gib unseren Worten, die von Schwindlern listig verdreht, ihre Eigenart und Wahrheit zurück, Recht möge immer Recht bedeuten und Gerechtigkeit – Gerechtigkeit. |
| (Erstausgabe 1955, S. 106) | |